# Ben Dewar
Ben David Dewar (nacido 30 de agosto de 1981, en Royal Oak, Michigan) es un jugador profesional de baloncesto estadounidense que posee la nacionalidad francesa. Actualmente milita en el Cholet Basket.

## Universidad
Ben se formó antes de ir a Europa en la Lake Superior State University - Michigan durante 1999-2003.

## Clubs
- Sjaelland (2003-2004)
- UJAP Quimper (2004-2005)
- Orléans (2005-2008)
- ASVEL (2008-2010)
- Le Mans Sarthe Basket (2010-2011)
- Lucentum Alicante (2011-2012)
- Obradoiro CAB (2012-2014)
- Bàsquet Manresa (2014-2015)
- Cholet Basket (2016-)

## Palmarés
- Campeón de Francia de Pro B en 2006.
- Campeón de Francia de Pro A en 2009 con el ASVEL.